# 因為你
因為你是韓國女子音樂組合After School的第2張韓語單曲，2009年11月25日由Pledis Entertainment發行。

## 概要
- 《因為你》是成員Raina和Nana加入後第一張單曲。
- 《因為你》為此單曲的主打曲目。此曲往後成為After School的第3張日語單曲「Rambling girls / Because of you」第二主打「Because of you」的韓語版本。
- 新曲《DIVA》為After School的第1張數位下載的單曲《DIVA》的主打曲目。
- 《因為你》在2009年12月20日、27日、2010年1月24日於SBS人氣歌謠獲得1位(Mutizen Song)，成為After School第一張排行榜第一位的歌曲和第一張三連冠作品。

## 收錄内容
1. 因為你（너 때문에）
2. When I Fall
3. DIVA
4. 因為你 (Instrumental)